# Любомир Луцюк
Любоми́р-Яросла́в Луцю́к (англ. Lubomyr Luciuk; нар. 9 липня 1953, Кінгстон) — канадський історик і географ українського походження, професор (1999).

## Життєпис
Народився в Кінгстоні, Онтаріо, Канада. Від 1972 до 1997 року — науковий співробітник дослідницької програми заповідників Міністерства природних ресурсів у провінції Онтаріо. У 1975—1978 — асистент географічного відділення Інституту Квінз, там само 1979 отримав ступінь магістра з географії. 1979—1980 — науковий асистент географічного відділення Університету Альберти, 1982—1984 — науковий асистент дослідницького проекту усної історії (Канадський інститут українських студій). 1984 став доктором з географії в Університеті Альберти в Едмонтоні, а також членом кафедри українських студій Торонтського університету, в якому згодом зайняв посаду ад'юнкт-професора географічного відділення. Від 1990 до 1992 року працював ад'юнкт-професором географічного відділення Інституту Квінз, а також у відділенні політичних і економічних наук Королівського військового коледжу Канади в м. Кінгстон (до 1993 помічником професора, потім — ад'юнкт-професором, з 1999 — професором). Водночас від 1993 був керівником дослідницької роботи Українсько-канадської асоціації громадянських свобод, від 2007 — головою асоціації; 1996—1998 — членом Ради імміграції і біженців Канади в Торонто; 1997 — ад'юнкт-професором історичного відділення Університету Британської Колумбії.
Читає курси з геополітики, світової географії, історії Росії та України.
Досліджує історію і сучасне становище українських переселенців до Канади, а також українське питання в зовнішній політиці США та Великої Британії, проблеми українських мігрантів і переміщених осіб після Другої світової війни.
Автор і співавтор публікацій і рецензій у фахових виданнях Канади і США, статей на суспільні теми в канадських газетах. PR-рецензент журналів «Canadian Ethnic Studies», «Canadian Historical Review», «Canadian Slavonic Papers», «Slavic Review». Підготував до друку значну кількість документальних матеріалів, зокрема з історії канадських українців (1986), проблем англо-американської зовнішньої політики стосовно України (1987), матеріалів Британського міністерства закордонних справ щодо голодомору 1932—1933 років в УСРР (1988). Учасник кількох десятків наукових конференцій.
Відзначений численними нагородами та стипендіями.

## Нагороди
- Шевченківська медаль (2010);
- Відзнака Президента України — Хрест Івана Мазепи (23 серпня 2019) — за вагомий особистий внесок у зміцнення міжнародного авторитету України, розвиток міждержавного співробітництва, плідну громадську діяльність[2]